# شیرکوت
شیرکوت (به انگلیسی: Sherkot) یک زیستگاه انسانی در هند است که در ناحیه بیجنور واقع شده‌است.

## خصوصیات
شیرکوت ۶۲٬۲۲۶ نفر جمعیت دارد و ۲۰۳ متر بالاتر از سطح دریا واقع شده‌است.